# Министерство на външните работи (Бразилия)
Министерството на външните работи (на португалски: Ministério das Relações Exteriores) на Бразилия е орган на Федералното правителство на Бразилия, който подпомага президента на Бразилия при формулирането и провеждането на външната политика на Бразилия по отношение на отношенията ѝ с други държави и международни организации.
То се ръководи от министъра на външните работи, който е член на правителството. Настоящият външен министър на Бразилия е канцлерът Ернесто Араужо, който заема поста на 1 януари 2019 г.
Министерството на външните работи ръководи и Института за международни отношения „Рио Бранко“ в гр. Бразилия. Седалището на Министерството е дворецът Итамарати в столицата (по името на предишното седалище на ведомството - стария дворец Итамарати в Рио де Жанейро), чието име е станало нарицателно за цялото министерство.